# Финал Кубка СССР по футболу 1985
Финал Кубка СССР по футболу 1984/1985 состоялся 23 июня 1985 года. Киевское «Динамо» переиграло донецкий «Шахтёр» со счётом 2:1 и стал обладателем Кубка СССР.

## Путь к финалу
| Динамо Киев     | Динамо Киев | Динамо Киев       | Этап        | Шахтёр Донецк        | Шахтёр Донецк | Шахтёр Донецк     |
| --------------- | ----------- | ----------------- | ----------- | -------------------- | ------------- | ----------------- |
| Соперник        | Место       | Счёт              |             | Соперник             | Место         | Счёт              |
| Нистру Кишинёв  | В гостях    | 4:2               | 1/16 финала | Котайк Абовян        | В гостях      | 3:1               |
| Динамо Москва   | Дома        | 1:1 (по пен. 6:5) | 1/8 финала  | Арарат Ереван        | Дома          | 2:1               |
| Кайрат Алма-Ата | Дома        | 2:1               | 1/4 финала  | Днепр Днепропетровск | Дома          | 2:1               |
| Искра Смоленск  | Дома        | 3:0               | 1/2 финала  | Зенит Ленинград      | Дома          | 0:0 (по пен. 4:2) |

## Ход финального матча
Киевское «Динамо» и донецкий «Шахтёр» во второй раз встречались в рамках финала в истории кубков СССР. В финале Кубка СССР в 1978 году «Динамо» оказался сильнее (2:1) лишь по итогам основного и дополнительного времени, благодаря дублю Олега Блохина.
Первый тайм прошёл в равной борьбе. Уже на 1-й минуте нападающий «Шахтёра» Виктор Грачёв опасно атаковал ворота соперника, но заработал лишь угловой. Горняки и в дальнейшем доставляли неприятности голкиперу «Динамо» Михаилу Михайлову.
Счёт же в матче был открыт в начале второго тайма. На 56-й минуте защитник киевлян Анатолий Демьяненко выполнил дальний (с 25 метров) удар по воротам со штрафного, мяч, описав дугу в обход стенки, влетел в верхний угол ворот. А уже через 3 минуты не менее эффектный гол забил нападающий «Динамо» Олег Блохин, ударом головой отправивший мяч в дальний от себя угол.
Усилия футболистов «Шахтёра» переломить ход встречи были реализованы на 68-й минуте, когда вышедший на замену Сергей Морозов забил красивый мяч головой, откликнувшись на точную подачу Виктора Грачёва. Далее «Шахтёр» предпринимал отчаянные попытки спасти матч вплоть до финального свистка, так, в частности, в одном из эпизодов защитник «Динамо» Анатолий Демьяненко выбил мяч с линии своих ворот.

## Отчёт о матче
| Динамо (Киев)               | 2:1   | Шахтёр (Донецк) |
| --------------------------- | ----- | --------------- |
| Демьяненко 56′ · Блохин 58′ | Отчёт | Морозов 68′     |

| ДИНАМО:             |  |                     |  |     |
|                     |  |                     |  |     |
| Вр                  |  | Михаил Михайлов     |  |     |
| Зщ                  |  | Владимир Бессонов   |  |     |
| Зщ                  |  | Сергей Балтача      |  |     |
| Зщ                  |  | Олег Кузнецов       |  |     |
| Зщ                  |  | Анатолий Демьяненко |  |     |
| ПЗ                  |  | Василий Рац         |  |     |
| ПЗ                  |  | Павел Яковенко      |  | 88' |
| ПЗ                  |  | Андрей Баль         |  |     |
| ПЗ                  |  | Александр Заваров   |  | 88' |
| Нап                 |  | Игорь Беланов       |  | 55' |
| Нап                 |  | Олег Блохин         |  |     |
| Замены:             |  |                     |  |     |
| ПЗ                  |  | Иван Яремчук        |  | 55' |
| Нап                 |  | Вадим Евтушенко     |  | 88' |
| Зщ                  |  | Василий Евсеев      |  | 88' |
| Главный тренер:     |  |                     |  |     |
| Валерий Лобановский |  |                     |  |     |

| ШАХТЁР:         |  |                    |  |     |
|                 |  |                    |  |     |
| Вр              |  | Валентин Елинскас  |  |     |
| Зщ              |  | Алексей Варнавский |  |     |
| Зщ              |  | Александр Сопко    |  |     |
| Зщ              |  | Сергей Покидин     |  |     |
| Зщ              |  | Сергей Журавлёв    |  | 61' |
| ПЗ              |  | Валерий Рудаков    |  |     |
| ПЗ              |  | Сергей Ященко      |  |     |
| ПЗ              |  | Михаил Соколовский |  | 58' |
| ПЗ              |  | Сергей Акименко    |  |     |
| ПЗ              |  | Валерий Гошкодеря  |  | 46' |
| Нап             |  | Виктор Грачёв      |  |     |
| Замены:         |  |                    |  |     |
| ПЗ              |  | Сергей Кравченко   |  | 46' |
| ПЗ              |  | Игорь Петров       |  | 58' |
| Нап             |  | Сергей Морозов     |  | 61' |
| Главный тренер: |  |                    |  |     |
| Виктор Носов    |  |                    |  |     |